# Déry József (ítélőtáblai bíró)
Csalai Déry József (Pest, 1866. július 18. – Budapest, 1937. október 13.), jogász, ítélőtáblai bíró, a Magyar Turista Egyesület tiszteletbeli elnöke, tartalékos hadbíró-ezredes, a Ferenc József-rend lovagja, festőművész, turista, hegymászó.

## Élete
A római katolikus nemesi származású csalai Déry családnak a sarja. Apja csalai Déry József (1820–1894), pesti köz- és váltó ügyvéd, anyja Neubauer Anna (1840–1868). Az apai nagyszülei csalai Mraz György (1785–1829), galgahévízi kántortanító, és Juhász Terézia voltak; az anyai nagyszülei Neubauer János, étnök és Herber Terézia voltak. Nagybátyja csalai Déry Mihály (1809–1891), a Szent Rókus Kórház lelkésze, katolikus pap. Édestestvére csalai Déry Béla (1868–1932), festőművész, a Nemzeti Szalon igazgatója, magyar királyi miniszteri biztos, magyar királyi kormánybiztos, emléklapos tartalékos főhadnagy.
Tanulmányait a budapesti egyetem jogi karán végezte. Sokat tett a hazai turistamozgalom fejlesztéséért. A Turisták Lapjának 28 éven át volt munkatársa, sokáig szerkesztője. Cikkei itt, valamint egyéb folyóiratokban jelentek meg. Mint illusztrátor is neves volt. A Déry-csúcs róla nyerte nevét. A Tengerszem-csúcs panorámája c. nagy festménye a millenniumi kiállításon oklevelet és érmet nyert. A Nemzeti Szalonban turista tárgyú képei voltak kiállítva. Thining Gusztávval együtt szerkesztette a Magyar Turista Egyesület 25 éves jubileumi évkönyvét (Bp., 1914).

## Házassága és gyermekei
1898. szeptember 5-én Budapesten feleségül vette Téry Etelka (Pest, 1877. február 28.–Pestszentlőrinc, 1939. március 17.) kisasszonyt, akinek a szülei Téry Ödön (1856–1917) orvos, a magyar turistamozgalom egyik megalapítója, és Mészáros Emília (1855–1922) voltak. A menyasszonynak az apai nagyszülei Téry József (1813– 1879), báró Sina tiszttartója, és Szilva Jozefa (1820–1901) voltak; az anyai nagyszülei dr. Mészáros Ferenc (1825–1878), magyar királyi vallás- és közoktatás miniszteri tanácsos, és nemes Brosenbach Anna (1835–1893) asszony voltak. Déry József és Téry Etelka frigyéből született:
- Déry László (Budapest, 1899. június 26.). [15]
- Déry Jolán Etelka Lujza Mária (Budapest, 1900. október 5.). Férje: Stengel Vilmos (Budapest, 1901. április 22.), magán tisztviselő.[16]
- Déry József Tivadar Lehel (Budapest, 1902. február 10.).[17]
- Déry István János Béla Szabolcs (Budapest, 1903. december 26.–Caracas, Venezuela, 1990. február 5.), honvéd őrnagy.[18][19] Felesége: Tihanyi Margit Józsa (Csorna, Győr vármegye, 1911. január 30.–Caracas, Venezuela, 1993. június 27.).[20][21]
- dr. Déry Béla (Budapest, 1909. január 17.–Budapest, 2005. május 29.). 1.f.: Schauer Beatrix. 2.f.: Harsányi Éva.[22][23]
- Déry Imre (1911.–Budapest,  1916. december 16.).[24]